# Alboldsberg
Alboldsberg ist eine Wüstung in der Gemarkung von Lendorf, einem Stadtteil von Borken  im nordhessischen Schwalm-Eder-Kreis.
Der 1123 als Alboldesberg erstmals erwähnte Ort lag unweit südöstlich von Lendorf, nördlich der heutigen Mühlhäuser Straße (L 3224), auf etwa 202 m über NHN. Er bestand wohl nur aus einem im Besitz des Chorherrenstifts Spieskappel befindlichen Gutshof; er wird 1255 und 1265 als curia und 1298 und 1333 als predium bezeichnet. In der päpstlichen Gründungsurkunde des Stifts vom 26. Januar 1196 bestätigte Papst Coelestin III. dem Stift das Eigentum u. a. an Alboldesberc.
Zehntpflichtig war der Hof anfangs noch dem Kloster Haina. Im Juni 1255 befreite Abt Gilbert von Spieskappel durch Übergabe einer Wiese an das Kloster Haina seinen Hof Alboldesberg vom Heuzehnten. Der Fruchtzehnte war jedoch weiterhin den Kloster Haina geschuldet. Erst 1298 und 1333 einigten sich die beiden Klöster über den kleinen Zehnten.
1522 ist noch von einem Hof des Stifts die Rede, aber schon 1527, dem Jahr der Auflösung des Chorherrenstifts Spieskappel, wird der Ort Aberoldisberg als Wüstung bezeichnet und die Felder wurden an drei Meier zu Lendorf verteilt.